# The Lord of the Rings: The Third Age
The Lord of The Rings: The Third Age er et videospil udviklet og udgivet af EA-Spil til Gamecube, Playstation 2 og Xbox. Spillet er løst baseret på Peter Jacksons Ringene Herre-filmserie. Spilleren styrer en gruppe af figurer, der gennemlever et eventyr og udvikles gennem de erfaringer, de får ved at besejre fjender og fuldføre missioner.

## Handling
Handlingen i spillet er centreret omkring Berethor, kaptajn og vogter af fæstningen i Gondor, som er på rejse til Rivendell for at finde Boromir, en af de ni medlemmer af fællesskabet. På vej til Rivendell angrebes Berethor af en gruppe af ringånder, som næsten dræber ham. Han bliver reddet af elverkvinden Idrial, der er en af Galadriels tjenere. Sammen har de et syn, hvor Gandalf den Grå fortæller, at Boromir er en del af fællesskabet, og at de er på vej i retning af Moria. På vej til Moria møder Berethor Elegost, en jæger af Dúnedains-folket. Senere møder de dværgen Hadhod. 
Efter Boromirs død får gruppen en mission om at gøre sit bedste for at hjælpe de medlemmer af fællesskabet, der stadig er i live. De hjælper Gandalf med at dræbe Balrogen på Khazad-dûms bro. De rejser gennem landet Rohan. På vejen møder de Morwen, en Rohan-kvinde, der har mistet sin familie i Sarumans angreb, og Éoaden, medlem af Théodens kongelige garde. De kommer op til Helms Kløft og hjælper Aragorn, Legolas og Gimli med at bekæmpe  uruk-haierne, som stormer mod fæstningen. Efter dette drager de til Osgiliath, hvor de ved Faramirs hjælp dræber orken Gothmog og flere ringånder. Til sidst slås de også ved Minas Tirith og hjælper Éowyn med at dræbe Troldmanden af Angmar ved Pelennor-sletten. Efter at have slået de resterende otte ringånder ihjel drager selskabet til Mordor, hvor de møder Saurons øje og ødelægger det. Med dette er spillet gennemført.

## Stemmeskuespillere
- Rhys Lloyd - Berethor / Aranel / Gamling
- Lori Phillips - Idrial / Morwen / Karavanalv
- Chris Edgerly - Elegost / Aragorn / Éomers løjtnant
- Lewis Macleod - Hadhod / Sharku
- Charles Martinet - Éaoden / Gimli
- Ian McKellen - Gandalf
- Christopher Lee - Saruman

Stemmer til arkivmateriale
- Sean Astin - Samvis Gammegod
- Sean Bean - Boromir
- Cate Blanchett - Galadriel
- Orlando Bloom - Legolas
- Billy Boyd - Peregrin Toker
- Jed Brophy - Sharku
- Brad Dourif - Gríma
- Bernard Hill - Théoden
- Ian Holm - Bilbo Sækker
- Dominic Monaghan - Meriadoc Brændebuk
- Viggo Mortensen - Aragorn
- John Noble - Denethor
- Miranda Otto - Éowyn
- John Rhys-Davies - Gimli
- Andy Serkis - Gollum
- Harry Sinclair - Isildur
- Liv Tyler - Arwen
- Karl Urban - Éomer
- Hugo Weaving - Elrond
- David Wenham - Faramir
- Elijah Wood - Frodo Sækker